# Peratallada
Peratallada ist ein Teilort der Gemeinde Forallac in Katalonien, Spanien. Es liegt 22 km östlich von Girona.

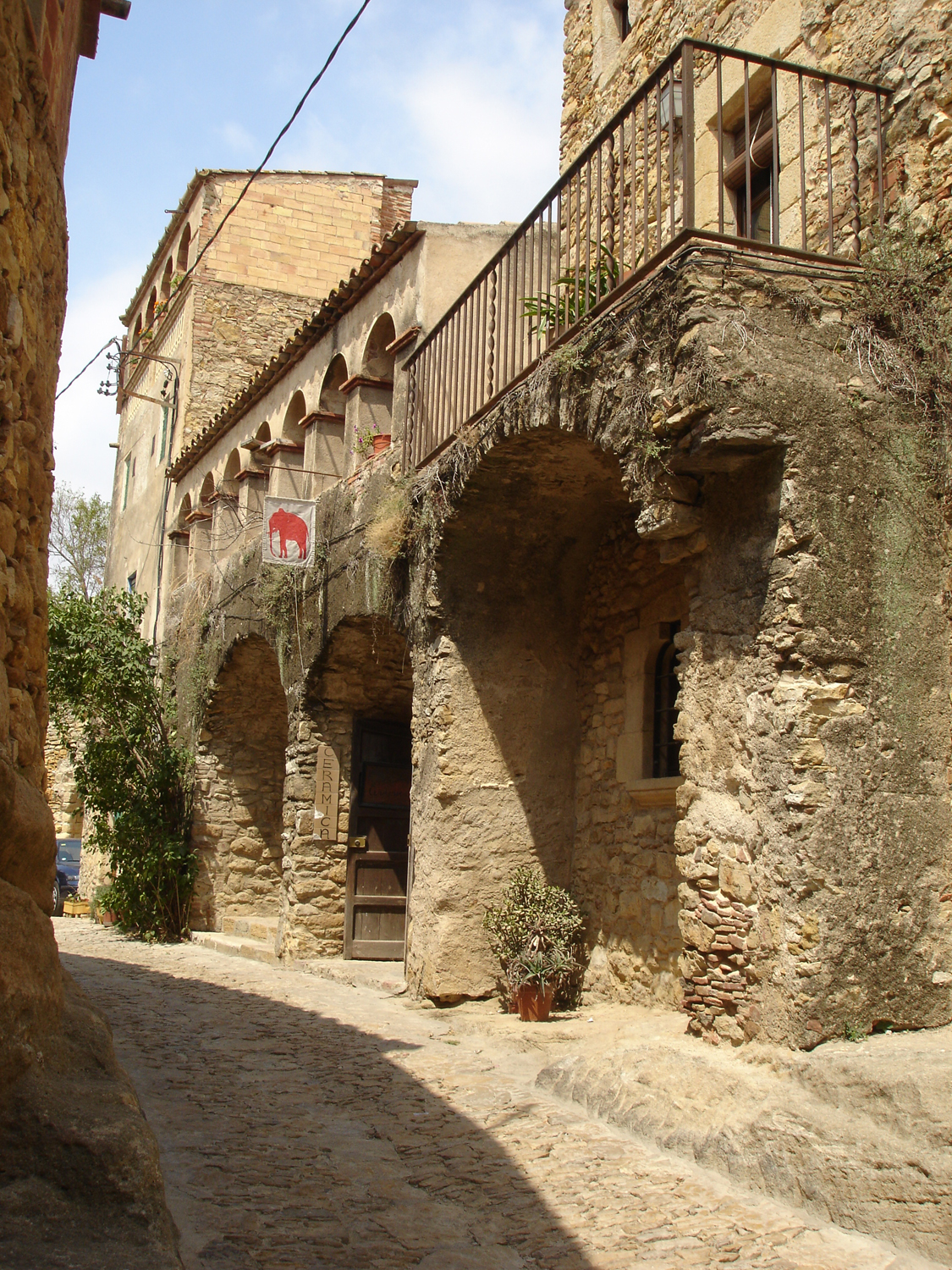
Straßenzug in Peratallada

Der Name Peratallada leitet sich von Katalanisch pedra tallada (‚geschnittener Stein‘ oder ‚gebrochener Fels‘) ab. 1977 schloss sich Peratallada mit den benachbarten Orten Vulpellac und Fonteta zur neuen Gemeinde Forellac zusammen.
Das privat geführte Schloss Peratallada ist wie die aus dem 13. Jahrhundert stammende romanische Kirche Sant Esteve eine dominante Struktur in der Mitte der Stadt. Das Schloss ist bereits 1065 n. Chr. dokumentiert und wurde in den 1960er Jahren zum Luxushotel restauriert. Während der Restaurierung wurden Siedlungsspuren aus der Bronzezeit gefunden.
Heute ist Peratallada für seine alten Steinhäuser und zerfurchten Steingassen und Durchgänge bekannt. Seine Nähe zu den Stränden der Costa Brava und die zahlreichen Restaurants sowie kleine Boutique-Hotels und Künstler-Galerien machen Peratallada zu einem beliebten Reiseziel.